# Jean-Auguste Brutails
Elie-Jean-Auguste Brutails (20 décembre 1859 à Viviez - 1er janvier 1926 à Bordeaux) est un historien et archiviste paléographe français.

## Biographie
Jean-Auguste Brutails est l'exemple parfait du « savant provincial » dont la carrière a été reconnue sur le plan national. Sa forte personnalité a largement contribué à la modernisation des Archives départementales de la Gironde. Ses travaux de paléographie et d'histoire de l'art demeurent indispensables, même aujourd'hui, aux chercheurs qui s'intéressent à l'art médiéval dans le sud-ouest de la France.

### État civil
Élie Jean-Auguste Brutails est né le 20 décembre 1859 à Viviez en Aveyron. Il est le fils de Jean-Baptiste Brutails, né en 1829 à Soustons et de Elizabeth Lartigue, née en 1837 à Dax. Jean-Baptiste est employé de la compagnie des chemins de fer du Midi.
Jean-Auguste poursuit ses études secondaires chez les jésuites de Montauban. En octobre 1879 il obtient son baccalauréat ès lettres qui lui permettra d'accéder en 1880 à l’École nationale des chartes. Il obtient son diplôme en 1882. Grâce à une bourse de voyage de l’École pratique des hautes études, il se rend à Pampelune en 1883 et 1884 pour se pencher sur les archives de Navarre.
|  |

Le 18 octobre 1897 il épouse Jeanne-Marie-Thérèse Aka, fille de Léonce Laurent Aka, courtier maritime, négociant, interprète-juré de la mairie de Bordeaux.
De leur union naît le 7 septembre 1898 une fille prénommée Marguerite-Elizabeth. Elle épouse le 20 septembre 1919 le lieutenant Roger-Edmond Maurice Tardieu et meurt le 14 mai 1920. Jeanne, l'épouse de Brutails décède également en 1920.
Ces décès successifs attristent les dernières années de la vie de Jean-Auguste. Atteint d'une longue et douloureuse maladie, il meurt le 1er janvier 1926, le lendemain de sa prise de retraite. Ses obsèques ont lieu au cimetière de la Chartreuse le 4 janvier en présence de nombreuses personnalités du monde culturel et politique,.
Par son testament, en date du 4 mai 1925, Brutails partage ses biens matériels personnels entre quelques parents et amis. Une partie de sa bibliothèque, des archives et ses photographies sont offerts à la bibliothèque de la Faculté des lettres de l'ancienne université de Bordeaux dont l'Université Bordeaux Montaigne est l'héritière. De ses biens financiers :  1 000 francs au Petites sœurs des pauvres de Bordeaux et 84 000 francs à l'Institut de France, à charge d'employer la totalité des revenus à des travaux d'entretien, à l'exclusion de toute réfection, dans les églises antérieures à 1800.

### Carrière professionnelle
Les dates clefs dans la carrière de Jean-Auguste Brutails sont :
1880-1882 : Jean-Auguste Brutails est élève de l'École nationale des chartes où il obtient le diplôme d'archiviste paléographe grâce à une thèse intitulée Essai sur l’élection et l’organisation des corps municipaux dans le sud-ouest de la France, aux XIIIe et XIVe siècles.
1884 : Licencié en droit.
1884 : Obtient son premier poste comme archiviste des Pyrénées-Orientales.
1888 : Nommé, à vie, par le Président de la République française, juge au tribunal supérieur d'Andorre.
1889 : Devient archiviste de la Gironde à Bordeaux, poste qu'il occupe jusqu'à la fin de sa vie.
1890 : Chargé d'un cours de paléographie et de conférences d'archéologie française à la Faculté des Lettres de Bordeaux ;
1890 : Devient membre résidant de l'Académie de Bordeaux.
1892 : Première médaille au concours des Antiquités nationales.
1893 : Dispense un cours d'Archéologie du Moyen Age en parallèle avec son cours de paléographie.
1893 : Officier de l'Instruction publique.
1900 : Chargé de cours à la Faculté de Lettres de Bordeaux.
1902 : Correspondant de l'Académie des inscriptions et belles-lettres.
1903 : Chevalier de la Légion d'honneur.
1905 : Président de la Société Archéologique de Bordeaux
1908 : Fonde avec d'autres la Revue historique de Bordeaux et du département de la Gironde, toujours éditée par les Archives Départementales de la Gironde.
1910 : Conservateur des antiquités et objets d'art du département de la Gironde.
1912 : Thèse de doctorat ès lettres intitulée Étude archéologique sur les églises de la Gironde avec comme thèse complémentaire Recherches sur l'équivalence des mesures de la Gironde, présentée à la Faculté des lettres de l'Université de Bordeaux. La thèse a été publiée sous forme de livre la même année, intitulé Les vieilles églises de la Gironde.
1913 : L'Académie des inscriptions et belles-lettres lui décerne le prix Gobert pour son livre Les vieilles églises de la Gironde.
1919 : Membre libre de l'Académie des inscriptions et belles-lettres.
1921 : Reçoit la rosette de la Légion d'honneur à l'occasion de la célébration du centenaire de la fondation de l'École des Chartes.
1926 : Décès ; hommage rendu par de nombreuses personnalités régionales, dont Camille Jullian.

## Son œuvre

### Archiviste
En tant qu'archiviste des Pyrénées-Orientales, il a publié en 1886 un inventaire sommaire des fonds de ces archives. Une fois nommé à la tête des Archives de la Gironde, son intérêt s'est d'abord tourné vers la modernisation des instruments de recherche permettant d'accéder à la riche collection dont il avait pris la charge. Il a inventorié une partie des fonds girondins, particulièrement dans les séries C, E et G. Ces publications, synthétiques et commodes, étaient d'un usage quotidien pour qui entend mener des recherches, entre autres sur la période médiévale, dans les Archives départementales de la Gironde, jusqu'à la mise en place de l'inventaire informatisé Gironde Archives en Ligne (G.A.E.L.)

### Andorre
Entre Brutails et l'Andorre il y avait une relation passionnelle. Il était pris dans la nasse d'une querelle politico-diplomatique franco-espagnole. Le climat politique à l'époque est tendu entre la France et l'Espagne sur la question des droits de la République française sur la principauté, contre ceux de l'évêque d'Urgell. C'était « La question Andorre ».
En 1884, le préfet des Pyrénées-Orientales est nommé délégué du Président de la République en Andorre peu de temps avant que Brutails arrive à Perpignan. Compte tenu de sa position de directeur des archives départementales, Brutails est sollicité, le 4 mars 1885, par le ministre des Affaires étrangères, pour entreprendre une étude historique sur la souveraineté de l'Andorre, avec comme but de justifier la présence française grâce à l'analyse et à l'interprétation de textes médiévaux. Les résultats de son étude sont transmis au Préfet le 4 août 1885, mais jamais diffusés publiquement à l'époque. Ce rapport a été publié comme un petit livre en 2000.
Le 23 août 1888, Brutails est nommé juge à vie au tribunal supérieur de l'Andorre nouvellement créé par le président de la République française en date du 13 juillet.
Bien que résidant à Bordeaux, il est resté jusqu'à la fin de sa vie très attaché à la « question de l'Andorre ». Il s'est préoccupé de mettre en évidence les particularismes de ce petit territoire et ses liens avec la France dans une série de publications :
- 1892 Études critique sur les origines de la question d'Andorre (Revue des Pyrénées, 1892, T4, pp. 571-580).
- 1896 Compte-rendu (C.R.) attaquant Charles Baudon de Mony.
- 1897 Vallées d'Andorre.
- 1898 À propos de la question Andorre.
- 1904 La coutume d'Andorre.
- 1908 Le Droit andorran.
- 1914 Deux C.R. attaquant ses adversaires.
- 1918 Au sujet de l'Andorre (Bulletin hispanique, 1918, pp. 185-192).
- 1918 Deux C.R. attaquant ses adversaires.
- 1919 Au sujet de l'Andorre (Bulletin hispanique, 1919, pp. 67-71).
- 1920 Deux C.R. attaquant ses adversaires (Bulletin hispanique, 1920, pp. 145-146 et pp. 310-313).
- 1921 Un C.R. attaquant ses adversaires (Bulletin hispanique, 1921, pp. 335-339).
- 1923 Un C.R. attaquant ses adversaires (Bulletin hispanique, 1923, pp. 410-411).

Brutails, avec une constance inébranlable, défend les droits de la France, au risque de sa réputation d'érudit. Les termes employés dans certains textes envers ses confrères qui soutiennent les droits de l'évêque d'Urgell sont très loin de la langage châtiée et feutrée habituelle.

### Paléographe
Brutails est d'abord un paléographe. Il a enseigné cette discipline en tant que chargé de cours à l'université de Bordeaux entre 1890 et 1925.
Une grande partie de ses activités de recherche a eu naturellement comme objet la publication de textes médiévaux, qu'il a choisis en fonction de ses propres centres d'intérêt.
Il a porté en outre une attention particulière au Cartulaire de Saint-Seurin de Bordeaux, qui a été l'objet de son premier livre important, publié en 1897.
Sa formation en droit l'a également orienté vers des textes juridiques, qu'il a envisagés pour ce qu'ils nous apprennent sur les institutions médiévales, mais aussi sur les coutumes et la vie des populations.
Sa compétence dans l'analyse de l'écriture s'est également exercée dans le cadre juridique. Sa grande capacité à déchiffrer les écritures anciennes l'a conduit à pratiquer des analyses graphologiques et a fait de lui un expert pour le compte des tribunaux. Il a d'ailleurs rassemblé les souvenirs et les anecdotes liés à sa fonction d'expert en graphologie dans un livre paru en 1925 : L'Expertise judiciaire en écriture. Souvenirs et réflexions.

### Historien
Son travail de paléographe l'a souvent conduit vers des considérations d'histoire économique et sociale. Brutails a publié des textes sur :
- L'économie rurale en Roussillon
- L'esclavage en Roussillon
- La Chambre de Commerce de Guyenne
- La justice foncière à Bordeaux
- Marché avec un plombier (1515)
- L'imprimerie à Bordeaux (1508 et 1514)
- Deux chantiers bordelais (1486-1521)
- Recherches sur l'équivalence des anciennes mesures de la Gironde
- Notes sur la valeur du sou de tern en 1298
- Notes sur les confréries et l'assistance mutuelle dans le Sud-ouest
- Le prix du blé à partir du XVIe siècle
- L'industrie laitière dans l'ancien bordelais

### Historien de l'art du bâti médiéval
Aujourd'hui la réputation de Brutails repose largement sur ses travaux comme historien de l'art du bâti médiéval et principalement de l'architecture religieuse.
Brutails est en rupture avec le style de la plupart de ses prédécesseurs en ce qui concerne la description d'un édifice médiéval. Jusqu'au dernier quart du 19e siècle, la description était centrée sur la décoration d'un bâtiment ; sa structure physique et les méthodes de construction étaient secondaires. À partir d'environ 1875, la mode est inversée, au point que certaines descriptions de Brutails peuvent surprendre. Par exemple, pour l'abbaye de La Sauve-Majeure, le décor sculpté n'est guère mentionné, alors que Léo Drouyn y avait consacré un livre entier !
Deux ouvrages montrent bien que Brutails est engagé dans les préoccupations qui sont celles de son époque. Le premier est intitulé L'Archéologie du Moyen Âge et ses méthodes, paru en 1900, le second est Précis d'archéologie du Moyen Âge, paru en 1908.
L'œuvre principale de Brutails est Les Vieilles Églises de la Gironde, que l'auteur présente, dans sa préface, comme le résultat de vingt-trois années de travail. Elle fait de Brutails un historien de l'art du bâti médiéval,
Au total, si les monographies fournissent des indications qui restent précieuses pour mieux comprendre ces monuments, la synthèse, qui fourmille cependant de notations utiles, reste marquée par l'analyse des formes et des matériaux. Comme l'a observé Camille Jullian, les travaux de Brutails font référence à ceux d'Auguste Choisy, qui fut son modèle non pas tant pour son Histoire de l'architecture que pour L'Art de bâtir chez les Romains.
Brutails a également tenté de toucher des lecteurs hors du cercle restreint des historiens des bâtiments médiévaux avec trois livres destinés aux touristes éclairés : Guide illustré dans Bordeaux et ses environs (1906) ; Album d'objets d'art existant dans les églises de la Gironde (1907) et Pour comprendre les monuments historiques de la France (première édition 1917, quatrième 1922).
Il est membre de la société de Borda, une société savante landaise.

## Drouyn et Brutails
Léo Drouyn, dessinateur, graveur hors-pair et érudit autodidacte, est une figure incontournable de l'archéologie médiévale de la Gironde dans la deuxième moitié du 19e siècle. Jean-Auguste Brutails, archiviste professionnel, universitaire et photographe, occupe une position semblable dans le premier quart du 20e siècle.
Brutails arrive en Gironde en 1889 et Drouyn meurt en 1896 à l'âge de 80 ans. Ils se sont, au mieux, croisés lors des réunions d'une société savante bordelaise. Leurs approches pour l'histoire des bâtiments médiévaux ne sont pas en opposition mais complémentaires. Les descriptions et dessins de Drouyn complètent les analyses structurales et les photographies de Brutails. Les dessins de Drouyn ont demandé un examen minutieux que le photographe ne fait pas pour prendre son cliché.
Tous les deux se rejoignent pour condamner les ravages faits par certains architectes, souvent sous l'impulsion du cardinal Donnet, dans leurs restaurations des églises romanes. Par exemple, toujours dans la notice concernant Sainte-Croix de Bordeaux, un dessin de Léo Drouyn est reproduit, montrant l'état de la façade avant les modifications d'Hippolyte Durand et de Paul Abadie.
Cet aspect de la personnalité de Brutails – qui a probablement été l'une des raisons de son engagement dans les associations érudites bordelaises et de la publication, en 1906, du Guide illustré dans Bordeaux et les environs – a été souligné dans l'éloge funèbre prononcé par M. Bencazar, président de la Société d'histoire de Bordeaux : « Malgré la multiplicité et l'éclat de ses titres scientifiques, notre regretté collègue avait une prédilection marquée pour notre groupement régional, dont il était au surplus un des fondateurs. Il estimait que l'érudition locale était la base la plus résistante de l'histoire générale… Défenseur des beautés architecturales du Bordelais... »

## Publications
Une bibliographie partielle a été rassemblée dans la Revue historique de Bordeaux en 1926. Elle comprend plus de deux cent cinquante titres, publiés de 1882 à 1925.
La quasi-totalité de ces écrits sont disponibles « en ligne ».

### Ouvrages
Jean-Auguste Brutails a publié une douzaine de livres, allant de son Cartulaire de Saint-Seurin de Bordeaux, destiné aux spécialistes paléographes à son Guide illustré dans Bordeaux et les environs...  destiné aux touristes éclairés. Tous ses livres sont disponibles « en-ligne ».

### Articles dans des revues spécialisées
Brutails a publié plus de deux-cents articles, dans des revues spécialisées, consacrés principalement à des édifices religieux romans de la Gironde. Ils sont toutes disponibles « en-ligne ».

### Photographies, lettres et manuscrits
Les livres et articles de Brutails étaient souvent illustrés avec des photographies. Dans les divers « Fonds Brutails », il y en a plus de quatre mille disponibles « en-ligne ». Elles sont une source précieuse de comparaison entre édifices à la fin du 19e siècle et aujourd'hui et, souvent, l'unique témoin d'édifices ou objets disparus.

## Distinctions
- 1903 :  Chevalier de la Légion d'honneur[15]
- 1913 : Prix Gobert pour Les vieilles églises de Gironde[15]
- 1921 :  Officier de la Légion d'honneur[15]